# Lista de conflitos na América do Norte

Conflitos armados em curso em 2018; atualizado September 2023.
----

Esta é uma lista de conflitos na América do Norte. Esta lista inclui todos os países atuais, começando pelo norte da América do Norte (Canadá, Groenlândia e Estados Unidos da América), em direção ao sul até a América Central (Aridoamerica, Oasisamerica e Mesoamérica no México; e América Central sobre Panamá, Belize, Costa Rica, El Salvador, Guatemala, Honduras e Nicarágua) e para o leste até o Caribe (Cuba, Haiti, Jamaica, Granada, São Martinho, República Dominicana e República de Trinidad e Tobago). Os conflitos também são organizados cronologicamente a partir da era pré-colombiana (os períodos/ estágios lítico, arcaico, formativo, clássico, pós-clássico e colonial da América do Norte e Mesoamérica; c. 18000 BCE) até o período pós-colonial (c. 1821 CE – Presente. Esta lista inclui qualquer ataque, ataque, escaramuça, cerco, saque e/ou batalha (terrestre, naval e aérea) que ocorreu nos territórios do que atualmente pode ser referido como pertencente a qualquer uma das nações modernas acima mencionadas; no entanto, em que o conflito em si pode ter sido apenas uma parte de uma operação de uma campanha num teatro de uma guerra maior (por exemplo, qualquer e/ou todas as guerras fronteiriças, não declaradas, coloniais, por procuração, de libertação, globais, indianas, etc.). Também pode haver períodos de agitação civil violenta listados; tais como tiroteios, matanças em massa, massacres, ataques terroristas, golpes de estado, assassinatos, regicídios, motins, rebeliões, revoluções e guerras civis (bem como guerras de sucessão e/ou independência). A lista também pode conter episódios de sacrifício humano, suicídio em massa e limpeza étnica / genocídio.

## América do Norte

Evolução territorial da América do Norte de estados-nação não nativos de 1750 a 2008.

### Bermudas
Como parte da colônia britânica, as Bermudas serviram como ponto de partida para a Grã-Bretanha durante a Revolução Americana e a Guerra de 1812. Durante a Batalha do Atlântico, a ilha serviu como base aérea aliada para caçadores de submarinos de guerra anti-submarina. A OTAN também usou as Bermudas como base durante a Guerra Fria.

### Canadá

#### Século 11
- Colonização nórdica das Américas nos anos 1000
  - 1003 Primeira Batalha de Vinlândia
  - 1010 Segunda Batalha de Vinlândia

#### Século 16
- 1534 Batalha de Bae de Bic
- Guerras Indígenas Americanas de 1540-1924
- 1577 Escaramuças entre marinheiros ingleses comandados por Martin Frobisher e Inuit na Ilha Baffin

#### Século 17
- Guerras de castores dos anos 1600
  - Batalha de Sorel de 1610
  - 1628 Ação de 17 de julho de 1628
  - 1644 Ação em Ville-Marie
  - Ataque de 1649 em St.
  - Batalha de Long Sault de 1660
  - Massacre de Lachine em 1689
  - Batalha de La Prairie de 1691
  - Ataque ao Vale Mohawk de 1692
- Conflitos anglo-franceses de 1600
  - Batalha de Port Royal de 1613
  - 1628 Captura de Tadoussac
  - 1628 Ação naval no Rio São Lourenço
  - 1629 Captura de Quebec
  - 1629 Cerco de Baleine
  - 1630 Cerco ao Forte St.
  - Ataque de 1632 em St.
  - Batalha de Port Royal de 1640
  - Batalha de Port Royal de 1654
  - Expedição à Baía de Hudson de 1686
  - Batalha de Forte Albany de 1688
- Guerras Francesas e Iroquesas de 1640–1701
  - Batalha de Fort Vercheres de 1692
- Guerra Civil Acadiana de 1643–1650
  - Batalha de Port Royal de 1643
  - Batalha de Fort La Tour de 1645
- 1674 Ocupação Holandesa de Acádia
- Batalha de Port La Tour de 1677
- Guerra do Rei Guilherme de 1689–1697
  - 1689 Batalha do Lago das Duas Montanhas
  - Batalha de Coulée Grou de 1690
  - Batalha de Port Royal de 1690
  - Batalha de 1690 em Chedabucto
  - Batalha de Quebec de 1690
  - Batalha de Forte Albany de 1693
  - 1694 Captura da Fábrica de York
  - 1696 Ação naval na Baía de Fundy
  - Ataque de 1696 a Chignecto
  - 1696 Cerco ao Forte Nashwaak
  - Campanha da Península de Avalon de 1696–1697
    - Cerco de Ferryland em 1696
    - Ataque de 1696 em Petty Harbor
    - 1696 Cerco de São João
    - Batalha de Carbonear de 1697

  - Batalha da Baía de Hudson em 1697

#### Século 18
- Guerra da Rainha Ana de 1702–1713

- - Ataque de 1702 à Terra Nova
  - Ataque de 1704 a Chignecto
  - Ataque de 1704 ao Grand Pré
  - 1705 Cerco de São João
  - Cerco de Port Royal em 1707
  - Batalha de São João de 1709
  - Batalha de Forte Albany de 1709
  - Cerco de Port Royal em 1710
  - Batalha de Bloody Creek em 1711

- 1722–1725 Guerra do Padre Rale

- - Batalha de Winnepang de 1722
  - Ataque de 1723 a Canso
  - Ataque de 1724 em Annapolis Royal
  - Ataque de 1725 em Canso

- Guerra do Rei Jorge de 1744-1748

- - Ataque de 1744 em Canso
  - Cerco de 1744 ao Forte Anne
  - Cerco de 1745 ao Porto de Toulouse
  - 1745 Cerco de Louisbourg
  - Batalha de 1746 em Port-la-Joye
  - Batalha de Grand Pré de 1747

- Guerra do Padre Le Loutre de 1749-1755

- - Ataque de 1749 em Dartmouth
  - Cerco de Grand Pré de 1749
  - Batalhas de 1749–1750 em Chignecto
  - Batalha de 1750 em St.
  - Ataque de 1751 em Dartmouth
  - Ataque de 1751 a Chignecto
  - Ataques de 1751 em Halifax
  - Ataque de 1753 em Country Harbor

- Guerra dos Sete Anos de 1754-1763

- - Ação Naval de 1755 ao largo de Terra Nova
  - Batalha do Forte Beauséjour de 1755
  - Campanha da Baía de Fundy de 1755
  - Batalha de Petitcodiac de 1755
  - Ataque de 1756 em Lunenburg
  - Batalha de raquetes de neve de 1757
  - Batalha de Bloody Creek em 1757
  - 1758 Cerco de Louisbourg
  - Batalha do Forte Frontenac de 1758
  - Campanha do Golfo de São Lourenço de 1758
  - Campanha da Île Saint-Jean de 1758
  - Campanha do Rio Petitcodiac de 1758
  - Batalha em Raquetes de Neve de 1758 - ocorrida na Província Britânica de Nova Iorque e Nova França.
  - Campanha do Rio São João de 1759
  - Batalha de Beauport de 1759
  - Batalha das Planícies de Abraão de 1759
  - Ataque de São Francisco de 1759
  - Batalha de Sainte-Foy de 1760
  - Cerco de Quebec em 1760
  - Batalha de Restigouche de 1760
  - Campanha de Montreal de 1760
  - Batalha das Mil Ilhas de 1760
  - Batalha de Signal Hill de 1762

- Guerra de Pontiac de 1763-1766

- - Batalha de Point Pelee de 1763

- Guerra Revolucionária Americana de 1775-1776 A Batalha de Quebec, onde os primeiros Estados Unidos tentaram convencer Quebec a se juntar à Revolução Americana pela independência dos britânicos. A vitória britânica garantiu que o Canadá Britânico não se juntaria aos Estados Unidos.

A morte do general Montgomery no ataque a Quebec, 31 de dezembro de 1775, de John Trumbull.

- - Invasão do Canadá em 1775

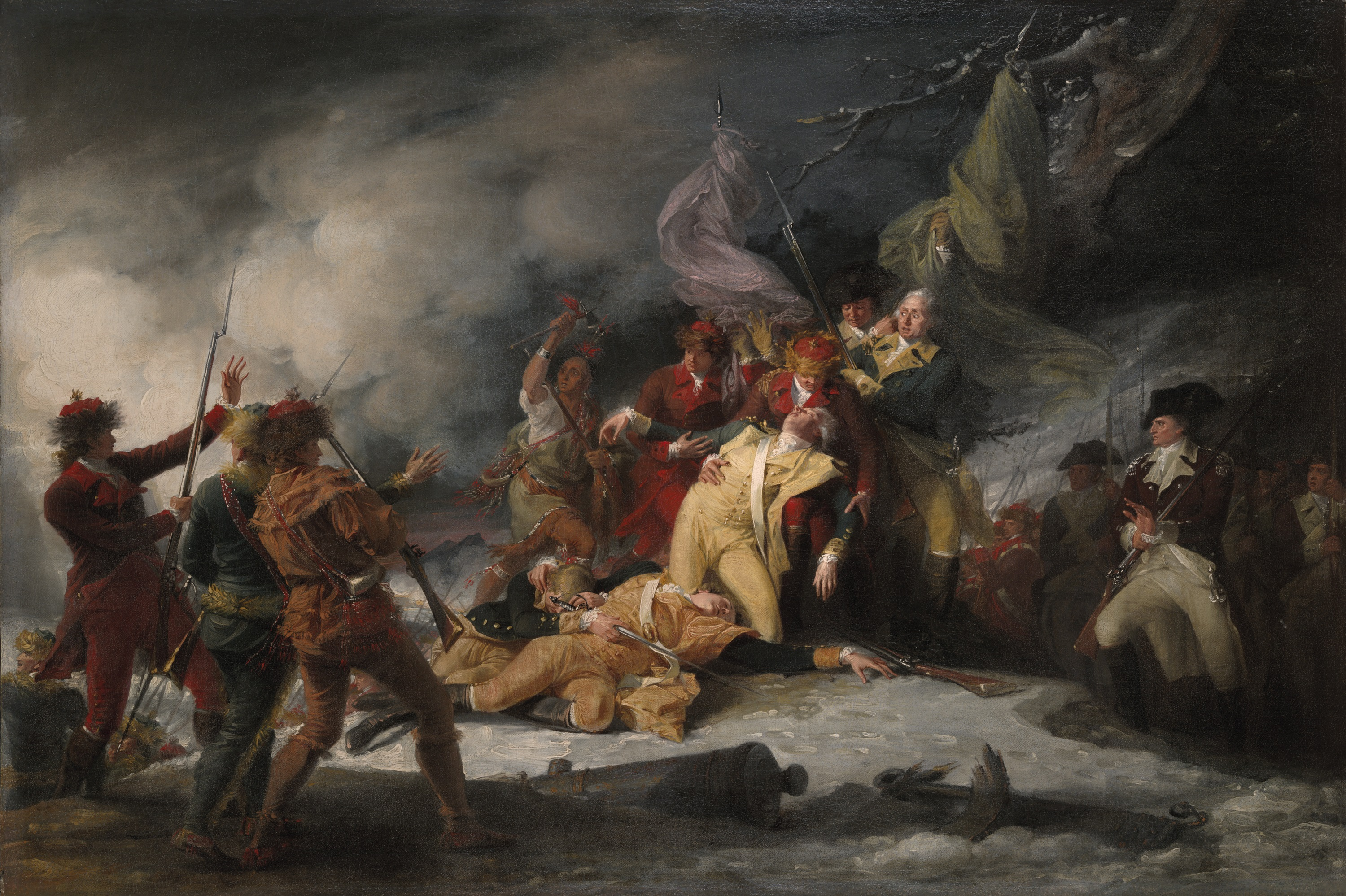
A Batalha de Quebec, onde os primeiros Estados Unidos tentaram convencer Quebec a se juntar à Revolução Americana pela independência dos britânicos. A vitória britânica garantiu que o Canadá Britânico não se juntaria aos Estados Unidos.
A morte do general Montgomery no ataque a Quebec, 31 de dezembro de 1775, de John Trumbull.

  - Expedição de Arnold de 1775 a Quebec
  - Batalha de Longue-Pointe de 1775
  - Cerco de 1775 ao Forte St.
  - Batalha de Quebec de 1775
  - Batalha dos Cedros de 1776
  - Batalha de Saint-Pierre de 1776
  - Batalha de Trois-Rivières de 1776
  - Batalha de Forte Cumberland de 1776
  - Cerco de São João de 1777
  - Batalha naval de 1781 ao largo do Cabo Breton
  - Batalha naval de 1782 ao largo de Halifax
  - Ataque de 1782 em Lunenburg
  - Expedição à Baía de Hudson de 1782

- Crise de Nootka de 1789
- 1792 Destruição de Opitsaht
- Invasões de 1793 ao Forte Pine Island
- Guerra de 1792–1797 da Primeira Coalizão

- - 1796 Newfoundland expedition

#### Século 19
- Revolta Irlandesa Unida de 1800
- Incidente de Tonquin de 1811
- Guerra de 1812

- - Ataque de 1812 a Gananoque
  - Batalha de Queenston Heights de 1812
  - Ação naval de 1812 ao largo de Kingston
  - Batalha de Lacolle Mills de 1812
  - Ataque de 1813 em Elizabethtown
  - Batalha de York de 1813
  - Batalha do Forte George de 1813
  - Batalha de Stoney Creek de 1813
  - Batalha de Beaver Dams de 1813
  - 1813 Captura do Growler e da Julia
  - Batalha de Chateauguay de 1813
  - 1813 As "Corridas de Burlington"
  - Batalha do Rio Canard de 1813
  - Batalha do Tâmisa de 1813
  - Vila Massequoi de 1813
  - Batalha de 1813 na Fazenda Crysler
  - Batalha de Longwoods de 1814
  - Batalha de Lacolle Mills de 1814
  - Batalha de Odelltown de 1814
  - Ataque de 1814 em Port Dover
  - Captura de Fort Erie em 1814
  - Batalha de Chippawa de 1814
  - Batalha de Lundy's Lane de 1814
  - Cerco de 1814 ao Forte Erie
  - Engajamentos de 1814 no Lago Huron
    - Ação de 1814 em Nottawasaga
    - 1814 Captura da Tigresa e do Escorpião

  - Captura de Fort Erie em 1814
  - Cerco de 1814 ao Forte Erie
  - Batalha de Cook's Mills de 1814
  - Batalha de Malcolm's Mills de 1814

- Guerra Pemmicana de 1816

- - Captura do Forte Gibraltar em 1816
  - Batalha de Sete Carvalhos de 1816
  - Captura de Fort Douglas em 1816
  - Captura de Fort William em 1816

- Guerra dos Shiners de 1835-1845
- Rebelião do Baixo Canadá de 1837–1838

- - Batalha de Saint-Denis de 1837
  - Batalha de Saint-Charles de 1837
  - Batalha de Saint-Eustache de 1837
  - Batalha de Lacolle de 1838
  - Batalha de Odelltown de 1838
  - Batalha de Beauharnois de 1838

- Rebelião do Alto Canadá de 1837–1838

- - Batalha da Taverna de Montgomery de 1837
  - Batalha da Ilha Pelee de 1838
  - Ataque em Short Hills de 1838
  - Batalha do Moinho de Vento de 1838
  - Batalha de Windsor de 1838

- Guerra de Aroostook de 1838
- Guerra de Nicola de 1838
- Rebelião do Tribunal de 1849
- Motins em Montreal de 1849
- Motim da segunda-feira pedregosa de 1849
- 1858 Fraser Canyon Gold Rush escaramuças ao longo da trilha Okanagan
- Guerra do Fraser Canyon de 1858
- Guerra de McGowan de 1859
- Guerra dos Porcos de 1859
- Guerra Lamalcha de 1863
- Guerra de Chilcotin de 1864
- Incidente do Martim-pescador de 1864
- Ataques Fenianos de 1866–1871

- - Batalha de Ridgeway de 1866
  - Batalha de Forte Erie de 1866
  - Batalha de Pigeon Hill de 1866
  - Batalha de Eccles Hill em 1870
  - Batalha do Rio Truta de 1870

- Guerra de Grouse Creek de 1867
- Rebelião do Rio Vermelho de 1869–1870

- - Expedição Wolseley de 1870

- Batalha do Rio Belly de 1870
- Massacre de fumaça de Cypress Hill em 1873
- Rebelião do Noroeste de 1885

- - Batalha de Duck Lake em 1885
  - Massacre do Lago Sapo em 1885
  - Batalha de Forte Pitt de 1885
  - Batalha de Fish Creek de 1885
  - Faca de Batalha de Corte de 1885
  - Batalha de Batoche de 1885
  - Batalha de 1885 em Frenchman's Butte
  - Batalha do Lago Loon de 1885

- Motins anti-chineses de 1886
- Guerra de 1887 em Wild Horse Creek

#### Século 20
- 1902 - 22 de junho: motim da greve do bonde de Toronto [1]
- 1907 – Motins Antiorientais (Vancouver)
- 1913 – Guerra da Ilha de Vancouver [2]
- 1918 – Crise do recrutamento de 1917
- 1918 – Greve Geral de Vancouver
- 1919 – Greve Geral de Winnipeg
- 1925 – Rebelião de Nova Waterford. Veja Dia de Davis.
- 1926 – Motins de Regina
- 1933 – 16 de agosto: motim de Christie Pits em Toronto.
- 1935 – A jornada para Ottawa e o motim de Regina.
- 1935 – A Batalha do Píer Ballantyne
- 1938 – Domingo Sangrento
- 1939–1945 – Segunda Guerra Mundial

- - 1939–1945 – Batalha do Atlântico
  - 1942–1944 – Batalha de São Lourenço
  - 1942 – Bombardeio do farol de Estevan Point
  - 1944 – Motim no Terraço
  - 1945 – Motim de Halifax no Dia da Vitória na Europa.

- 1955 – Richard Motim
- 1967 – Situações de rua e "motins" de verão em Yorkville, Toronto.
- 1969 – Motim em Murray-Hill
- 1970 – FLQ – Crise de Outubro
- 1971 – Motins em Gastown
- 1982 – 14 de outubro: The Squamish Five, bombardeia uma fábrica da Litton Industries.
- 1983 – Crise de Solidariedade
- 1990 – 11 de julho a 26 de setembro: Crise Oka
- 1990–1992 – Greve, quebra de greve e bombardeio em Royal Oak Mines em Yellowknife, NWT
- 1993 – 9 de junho: Motim da Copa Stanley em Montreal
- 1994 – 14 de junho: motim da Copa Stanley em Vancouver
- 1995 – Impasse no Lago Gustafsen
- 1995 – Crise Ipperwash
- 1997–2000 – Wiebo Ludwig e seus seguidores bombardeiam poços na região petrolífera de Alberta

#### Século 21
- 28 de fevereiro de 2006 – julho de 2011 Disputa de terras na Caledônia
- Guerra de gangues de Vancouver em 2009
- 22 de janeiro a 23 de fevereiro de 2022 Protesto do comboio do Canadá [3]

### Groenlândia
- Possível conflito entre Thule e Groenlândia no início de 1400
- 1939-1945 Groenlândia na Segunda Guerra Mundial

### Estados Unidos
Esta lista apresentada a seguir inclui todos os conflitos que ocorreram no território moderno dos Estados Unidos. Veja também
- Lista de conflitos nos Estados Unidos
- Lista de incidentes de agitação civil nos Estados Unidos
- Lista de assassinos violentos nas Américas
- Lista de guerras envolvendo os Estados Unidos
- Vítimas militares de guerra dos Estados Unidos

#### Porto Rico
Porto Rico está geograficamente localizado no Caribe; entretanto, como Porto Rico é território dos Estados Unidos, os conflitos da ilha estão listados aqui.
- Rebelião Taino de 1511
- 1568–1648 Guerra dos Oitenta Anos
  - 24 de setembro de 1625 Batalha de San Juan
- 1868 Grito de Lares
- 25 de abril a 12 de agosto de 1898 Guerra Hispano-Americana
  - 12 de maio de 1898 Bombardeio de San Juan
  - 22 de junho de 1898 Segunda Batalha de San Juan
  - 28 de junho de 1898 Terceira Batalha de San Juan
  - Invasão de Porto Rico pelos EUA em 1898 através de Guanica, no sul da ilha

#### Pré-colonial
Isto inclui todos os conflitos conhecidos que ocorreram no território dos Estados Unidos da América antes do início da colonização europeia.
- 1140-1150 Colapso da cultura Pueblo no Chaco Canyon
- 1200–1650 Principalmente Culto à Guerra
- 1300 Queda de Cahokia
- Massacre de Crow Creek em 1325

#### Guerras Indígenas Americanas
Essa lista cobre todas as guerras relacionadas aos povos nativos americanos e às Primeiras Nações nos 49 estados dos Estados Unidos e nas 10 províncias e 3 territórios do Canadá. Isso inclui conflitos travados entre tribos indígenas americanas e das Primeiras Nações e guerras contra a invasão das potências coloniais europeias ou dos Estados Unidos e Canadá. Geralmente, a literatura apresenta as Guerras Indígenas Americanas classificam todos os conflitos entre os nativos americanos e as Primeiras Nações entre 1540 e 1924, no entanto, esta lista de conflitos também incluem incidentes do século 20 nas reservas indígenas.

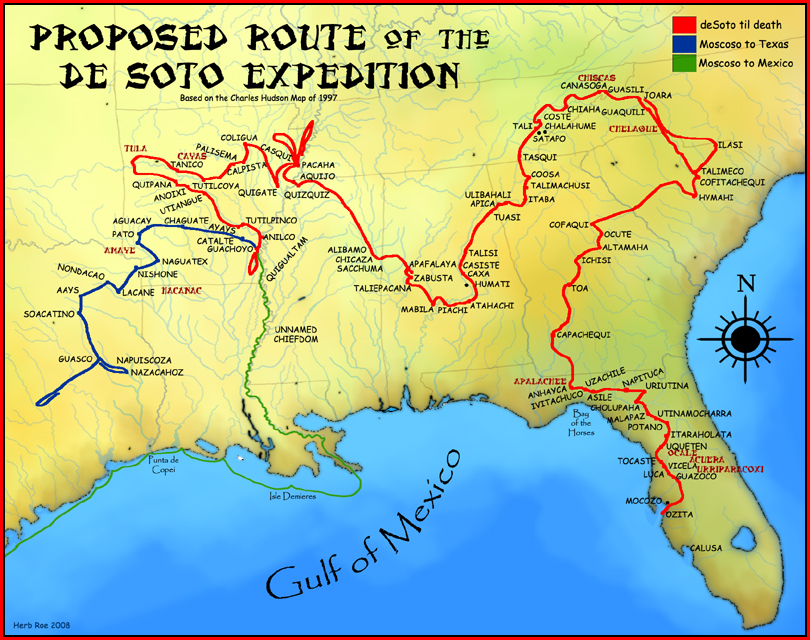
A expedição de Hernando De Soto pelo sudeste dos Estados Unidos foi o primeiro grande conflito entre europeus e nativos americanos nos EUA. Milhares de nativos foram mortos pela expedição, e a maioria da expedição, incluindo De Soto, não sobreviveu à viagem.

- - 1540-1542 Expedição de Herando de Soto
  - Guerras dos Castores de 1609–1701

-   - Ataque ao Vale Mohawk de fevereiro de 1692

- - Guerras Anglo-Powhatan de 1610–1646

-   - 1610–1614 Primeira Guerra Anglo-Powhatan
  - 1622–1632 Segunda Guerra Anglo-Powhatan
  - 1644–1646 Terceira Guerra Anglo-Powhatan

- - Guerra Pequot de 1634–1638
  - 1640 Guerras Francesas e Iroquesas
  - Guerra de Kiev de 1643
  - 1659 Primeira Guerra Esopo
  - Segunda Guerra Esopus de 1663
  - Guerra do Rei Filipe de 1675–1678
  - Revolta Pueblo de 1680
  - Guerra do Rei Guilherme de 1689–1697
  - Guerra da Rainha Ana de 1702–1713
  - Guerras Comanches de 1706–1877
  - Guerra Tuscarora de 1711-1715
  - Guerra Yamasee de 1715–1717
  - Guerra do Rei George de 1744-1748
  - 1760-1850 Colonização Russa das Américas

-   - Massacre de Awa'uq em 1784
  - Batalha de Sitka de 1804

- - Rebelião de Pontiac de 1763
  - Guerra de Dunmore de 1774
  - Guerras Cherokee-Americanas de 1776-1795
  - Guerra do Noroeste Indiano de 1785–1795
  - Guerra de Tecumseh 1811-1813 A impressão mostra a Batalha de Tippecanoe em Battle Ground Indiana, onde o Exército dos EUA derrotou os guerreiros da Confederação de Tecumseh. Parte da guerra de Tecumseh contra os Estados Unidos.

-   - Batalha de Tippecanoe de 1811

- - Guerra Creek de 1813–1814
  - Guerras Seminole de 1816–1858
  - Guerras Texas-Índia de 1820-1875
  - Guerra Arikara de agosto de 1823
  - Guerra do Falcão Negro de 1832

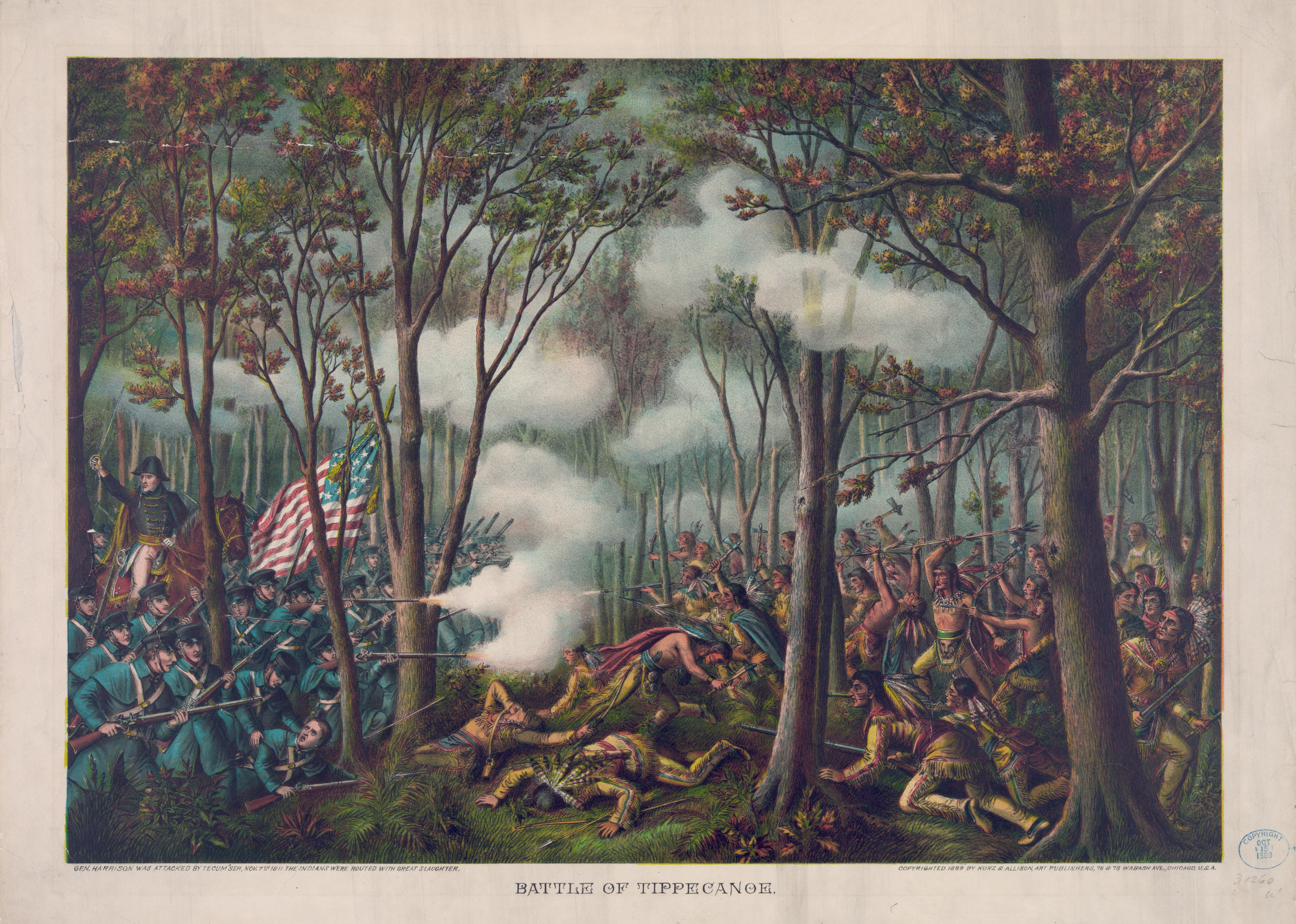
A impressão mostra a Batalha de Tippecanoe em Battle Ground Indiana, onde o Exército dos EUA derrotou os guerreiros da Confederação de Tecumseh. Parte da guerra de Tecumseh contra os Estados Unidos.

  - Segunda Guerra Seminole de 1835–1842
  - 1842 Revolta de escravos de 1842 na nação Cherokee
  - Guerras Navajo de 1846–1866
  - Guerras Apache de 1849–1924

-   - Guerra de Vitória
  - Período renegado das Guerras Apache 1881-1924

-   - Guerra de Gerônimo 1881-1886

- - Guerras Ute de 1849–1923
  - Guerra Jicarilla de 1849–1855
  - Guerras Indígenas da Califórnia de 1850-1880
  - Guerra Mariposa de 1850-1851

- - Guerras Sioux 1854-1891

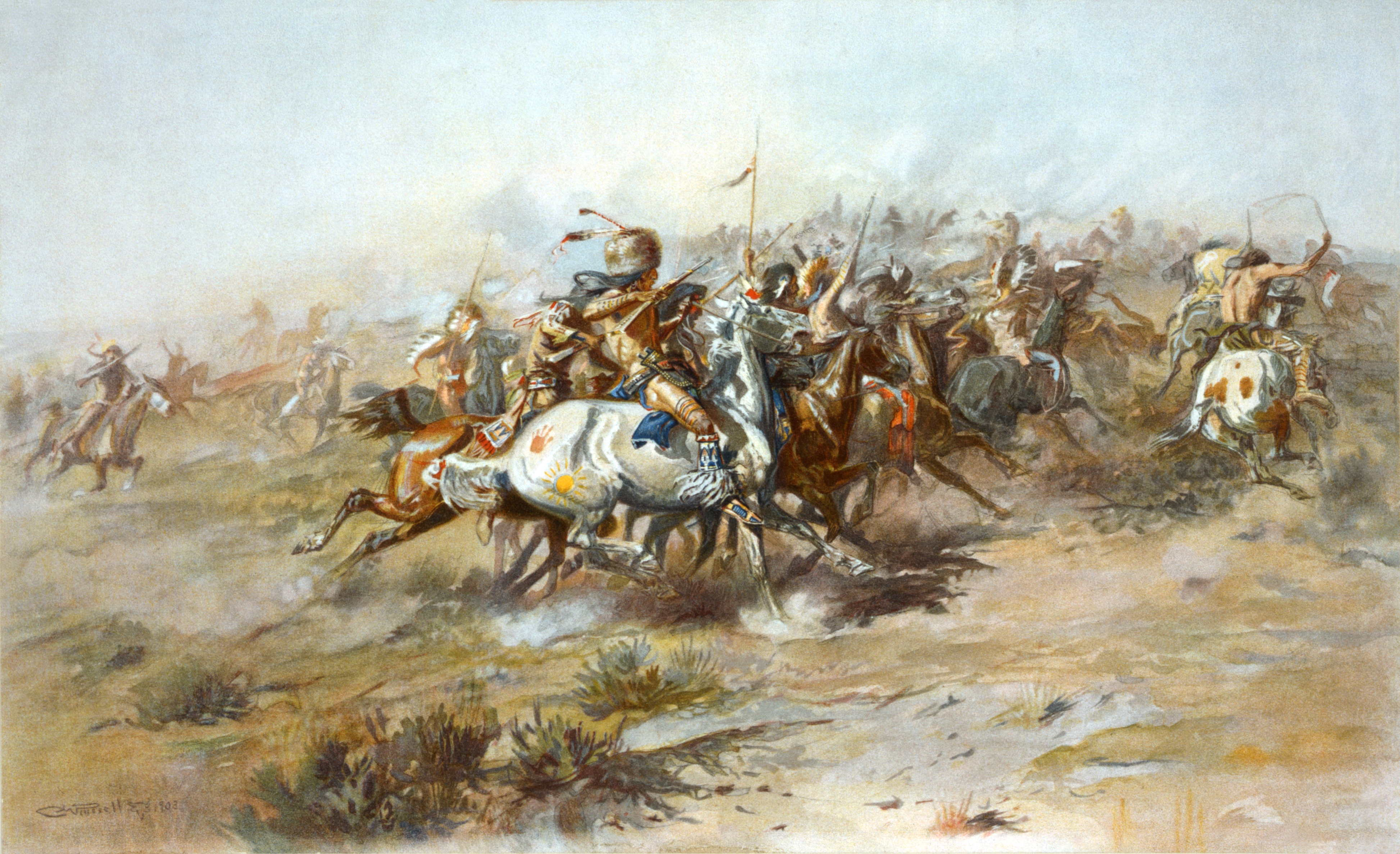
A Batalha de Little Bighorn perto do rio Little Bighorn no estado de Montana. Uma confederação de Lakatoa e tribos aliadas derrotou o 7º Regimento de Cavalaria dos EUA. Parte da Grande Guerra Sioux, que foi, em última análise, uma vitória do governo dos EUA. A pintura é The Custer Fight, de Charles Marion Russell.

-   - 19 de agosto de 1854 Massacre de Grattan
  - Guerra de Dakota de 1862
  - Guerra do Colorado de 1863–1865**1 de agosto a 24 de setembro de 1865
  - Expedição ao Rio da Pólvora
  - Guerra da Nuvem Vermelha de 1866–1868
  - Grande Guerra Sioux de 1876-1877
  - 29 de dezembro de 1890 – 15 de janeiro de 1891 Guerra da Dança Fantasma

-   - 29 de dezembro de 1890 Massacre do Joelho Ferido

- - Guerra Yakima de 1855–1856
  - Guerra Tintic de fevereiro de 1856
  - Guerra de Utah de 1857–1858
  - Guerra Mendocino de 1859–1860
  - Guerra Paiute de 1860
  - Guerra de Dakota de 1862
  - Guerra Black Hawk de 1865–1872
  - Guerra Modoc de 1872-1873
  - Guerra do Rio Branco de 1879
  - Batalha de Sugar Point de 1898
  - Março de 1914 - 11 de março de 1915 Guerra Bluff
  - 20 a 23 de março de 1923 Guerra Posey
  - 27 de fevereiro a 8 de maio de 1973 Incidente no Joelho Ferido
  - 26 de junho de 1975, tiroteio em Pine Ridge

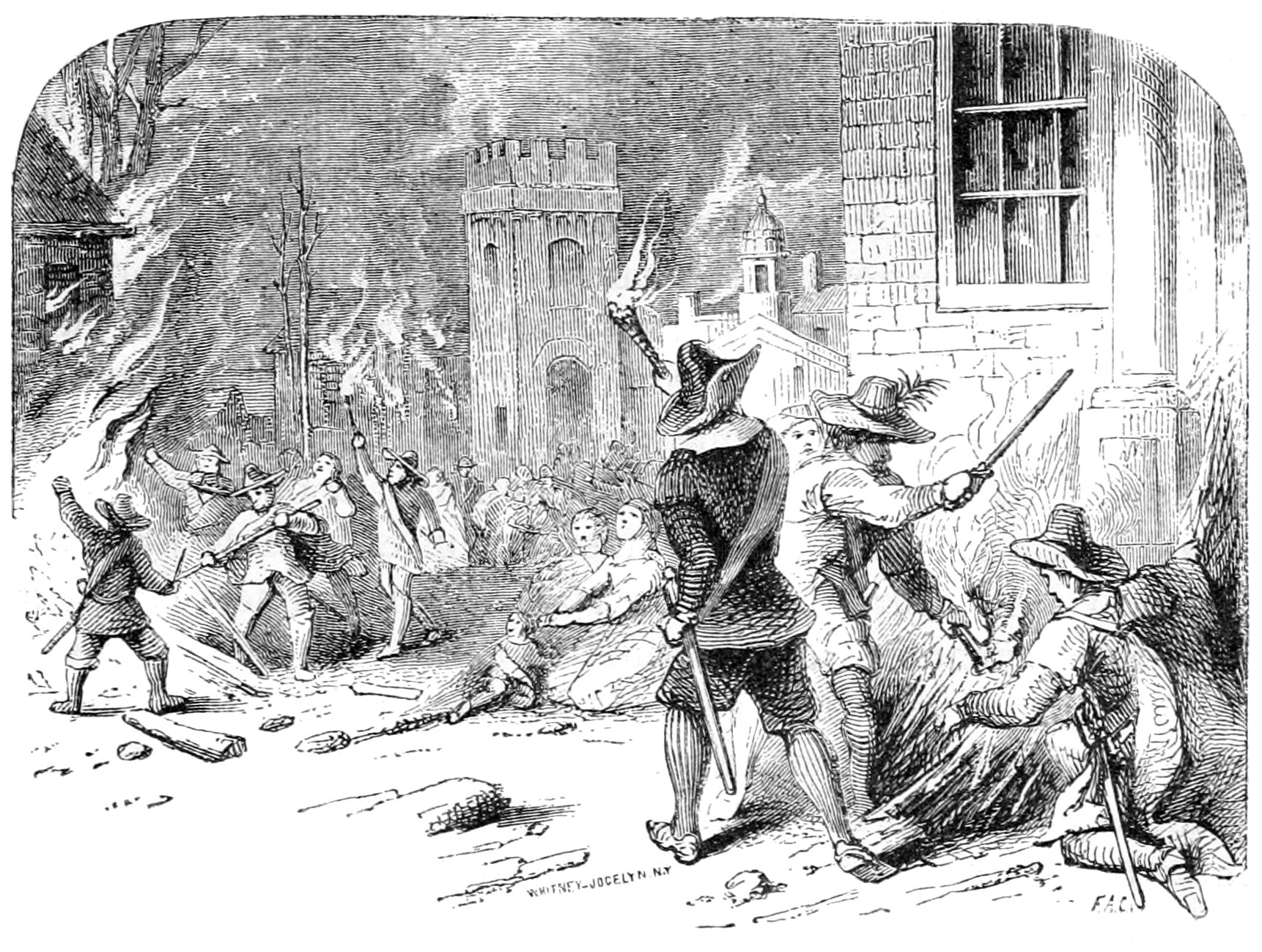
O incêndio de Jamestown, Virgínia, pela rebelião de Bacon. Servos contratados comuns e escravos africanos lutaram juntos contra o governo da Virgínia Colonial. O fracasso da Rebelião causou um endurecimento das linhas raciais na América Colonial Inglesa.

Essa parte abrange todos os conflitos que ocorreram nos anos 1600 entre potências coloniais europeias rivais ou entre colonos e a sua administração colonial. Esta seção não inclui conflitos relacionados aos nativos americanos.
- 27 de agosto de 1664 A anexação da Nova Holanda pelos ingleses
  - Conquista inglesa de Nova Amsterdã (cidade de Nova York)
- 1665-1667 Segunda Guerra Anglo-Holandesa
  - Junho de 1667, um navio de guerra holandês atacou Old Point Comfort
- 1672–1674 Terceira Guerra Anglo-Holandesa
  - Agosto de 1673 Os holandeses recapturaram a Nova Holanda
  - Novembro de 1674 O Tratado de Westminster concluiu a guerra e cedeu a Nova Holanda aos ingleses
- Rebelião de Bacon de 1676
- Setembro de 1688 – setembro de 1697 Guerra do Rei Guilherme
  - 27 de junho de 1689, ataque a Dover
  - 2 a 3 de agosto de 1689 Cerco de Pemaquid
  - 27 de março de 1690 Ataque em Salmon Falls
  - 20 a 21 de maio de 1690 Batalha de Fort Loyal
  - 24 de janeiro de 1692, ataque a York
  - 10 a 13 de junho de 1692, ataque a poços
  - 18 de julho de 1694 Ataque ao Rio Oyster
  - 14 a 15 de agosto de 1696 Cerco de Pemaquid
  - 15 de março de 1697 Ataque em Haverhill

#### Século 18
Essa seção engloba todos os conflitos nos anos 1700 que ocorreram entre potências coloniais europeias rivais, ou entre os primeiros Estados Unidos contra as potências coloniais europeias. Muitas das guerras deste período são tidas como extensões de guerras da Europa continental. Esta seção não inclui conflitos relacionados aos nativos americanos.
- Guerra da Rainha Ana de 1701–1714

- - 7 a 18 de outubro de 1702 Batalha do Rio Flint
  - 10 de novembro a 30 de dezembro de 1702 Cerco de Santo Agostinho
  - 10 de agosto a 6 de outubro de 1703 Campanha da Costa Nordeste
  - 29 de fevereiro de 1704 Ataque a Deerfield
  - 25 a 26 de janeiro de 1704 Massacre de Apalachee
  - Expedição Charles Town de setembro de 1706
  - 12 de agosto a 30 de novembro de 1707 Cerco de Pensacola
  - 29 de agosto de 1708 Ataque a Haverhill

- Revoltas de escravos na América colonial inglesa

- - Revolta de Escravos de 1712 em Nova York de 1712
  - Rebelião de Stono de 1739

- 16 de dezembro de 1740 – 18 de outubro de 1748 Guerra do Rei George
  - 19 de julho a 5 de setembro de 1745 Campanha da Costa Nordeste
  - 28 de novembro de 1745 Ataque a Saratoga
  - 19 a 20 de agosto de 1746 Cerco ao Forte Massachusetts
  - 7 a 9 de abril de 1747 Cerco ao Forte no Número 4

*1754–1763 A Guerra Francesa e Indiana

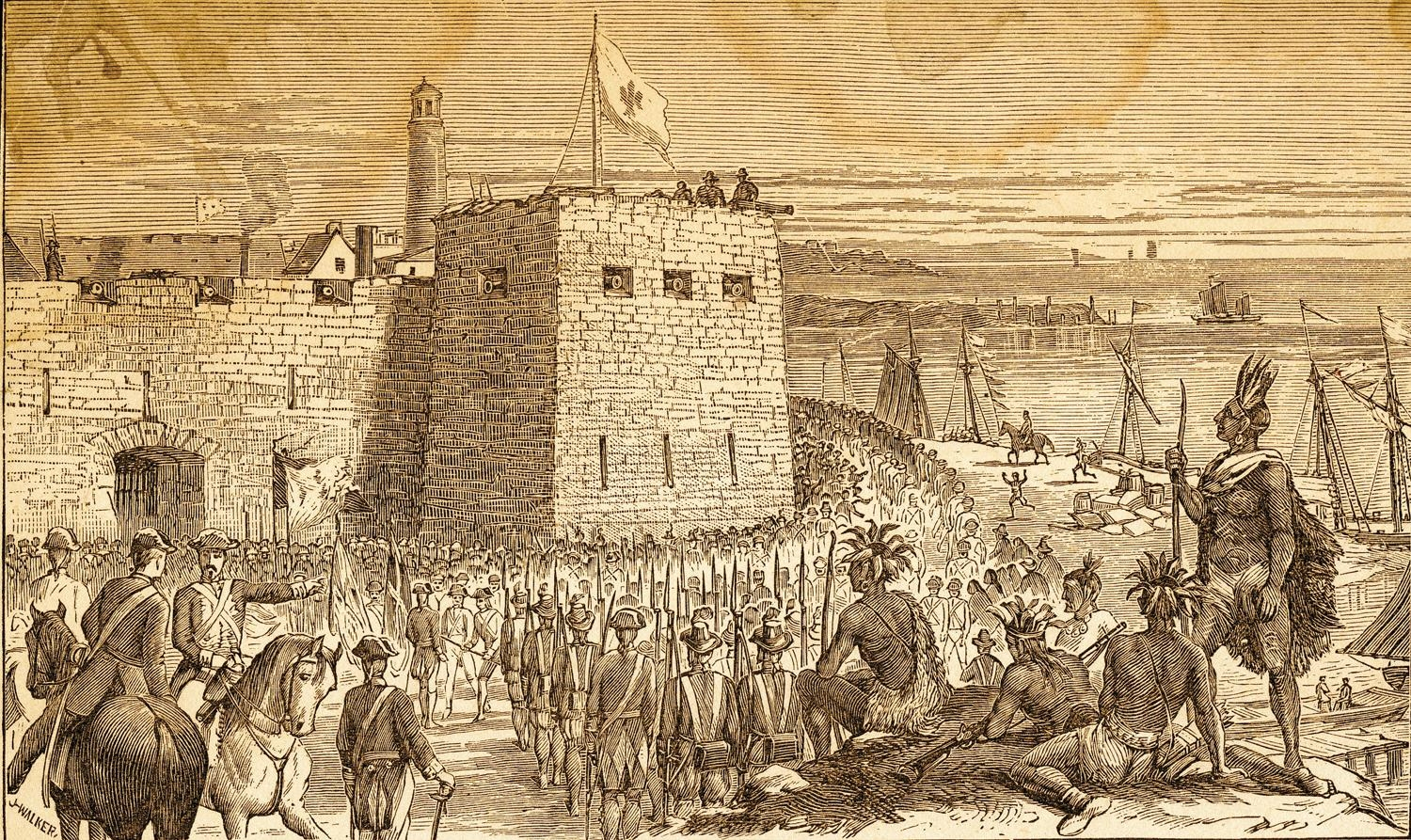
A Batalha de Fort Oswego foi travada em Oswego, Nova York, parte da Guerra Francesa e Indígena. Uma aliança de tribos francesas e nativas americanas derrotou um ataque britânico. A Nova França desfrutou de fortes relações com os nativos da região dos Grandes Lagos. Apesar das primeiras vitórias francesas, a supremacia britânica no mar garantiu a vitória na guerra geral. Desenho de J. Walker.

Foi travado no Canadá e nos Estados Unidos
- - 28 de maio de 1754 Batalha de Jumonville Glen
  - 3 de julho de 1754 Batalha de Fort Necessity
  - 16 de junho de 1755 Batalha do Forte Beauséjour
  - 9 de julho de 1755 Expedição Braddock
  - Batalha do Lago George de 1755
  - 18 de abril de 1756 Batalha do Grande Cacapon
  - Agosto de 1756 Batalha de Fort Oswego
  - 8 de setembro de 1756 Expedição Kittanning
  - 21 de janeiro de 1757 Batalha com raquetes de neve
  - 26 de julho de 1757 Ponto da Batalha do Dia de Sábado
  - 9 de agosto de 1757 Batalha de Fort William Henry
  - 23 de março de 1758 Batalha com raquetes de neve
  - 27 de julho de 1758 Batalha de Louisburg
  - Agosto de 1758 Batalha de Fort Frontenac
  - 8 de julho de 1758 Batalha de Carrilhão
  - 14 de setembro de 1758 Batalha de Fort Duquesne
  - 12 de outubro de 1758 Batalha do Forte Ligonier
  - Expedição Forbes de 25 de novembro de 1758
  - Batalha de Ticonderoga de 1759
  - Batalha do Forte Niágara de 1759
  - 31 de julho de 1759 Batalha de Beauport
  - Batalha de Signal Hill de 1762

- Guerra do Regulamento de 1764-1771

- - Campanha de Boston de 1774-1776
  - Invasão do Canadá de 1775–1776
  - Campanha de Nova York de 1776
  - Campanha Saratoga de 1777
  - Expedição Sullivan de 1779

Guerra Revolucionária Americana de 1775-1783

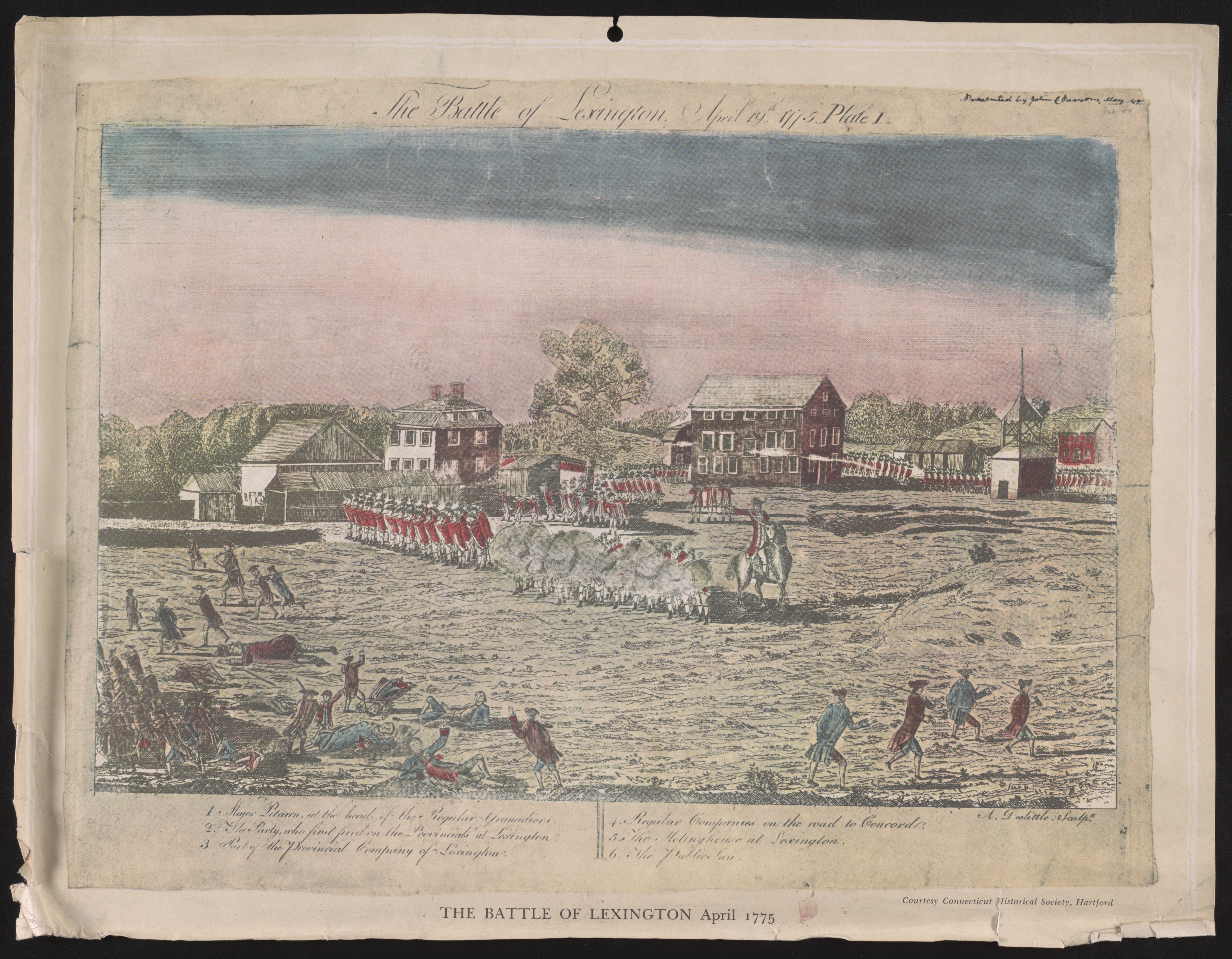
A primeira de quatro gravuras da Batalha de Lexington e Concord, de Amos Doolittle, de 1775. Doolittle visitou os locais de batalha e entrevistou soldados e testemunhas. Contém elementos controversos, possivelmente imprecisões. O fogo da milícia pode ter ocorrido, mas não está representado.

- - 19 de abril de 1775 Batalha de Lexington e Concord
  - 20 de abril de 1775 – 17 de março de 1776 Cerco de Boston
  - 10 de maio de 1775 Captura do Forte Ticonderoga
  - 11 a 12 de junho de 1775 Batalha de Machias
  - 17 de junho de 1775 Batalha de Bunker Hill
  - 8 de agosto de 1775 Batalha de Gloucester
  - 23 de agosto a 3 de novembro de 1775 Cerco ao Forte St.
  - 24 de setembro de 1775 Batalha de Longue-Pointe
  - 14 de novembro de 1775 Batalha de Kemp's Landing
  - 28 de novembro a 9 de dezembro de 1775 Batalha da Grande Ponte
  - 27 de fevereiro de 1776 Batalha da ponte Moore's Creek
  - 2 a 4 de março de 1776 Fortificação de Dorchester Heights
  - 2 a 3 de março de 1776 Batalha dos Barcos de Arroz
  - 15 a 26 de maio de 1776 Batalha dos Cedros
  - 8 de junho de 1776 Batalha de Trois-Rivières
  - 27 de agosto de 1776 Batalha de Long Island
  - 15 de setembro de 1776 Desembarque na Baía de Kip
  - 16 de setembro de 1776 Batalha de Harlem Heights
  - 11 de outubro de 1776 Batalha da Baía de Valcour
  - 28 de outubro de 1776 Batalha de White Plains
  - 26 de dezembro de 1776 Batalha de Trenton
  - 3 de janeiro de 1777 Batalha de Princeton
  - 5 a 6 de julho de 1777 Cerco ao Forte Ticonderoga
  - 6 de agosto de 1777 Batalha de Oriskany
  - 16 de agosto de 1777 Batalha de Bennington
  - 11 de setembro de 1777 Batalha de Brandywine
  - 19 de setembro de 1777 Batalha da Fazenda de Freeman
  - 2 de outubro de 1777 Batalha de Germantown
  - 7 de outubro de 1777 Batalha de Bemis Heights
  - 17 de outubro de 1777 Batalha de Saratoga
  - 25 de maio de 1778 Batalha de Freetown
  - 28 de junho de 1778 Batalha de Monmouth
  - 30 de junho de 1778 Batalha da Ponte Alligator
  - 27 de julho de 1778 Primeira Batalha de Ushant
  - 29 de agosto de 1778 Batalha de Rhode Island
  - 23 a 25 de fevereiro de 1779 Batalha de Vincennes
  - 16 de julho de 1779 Batalha de Stony Point
  - 24 de julho a 12 de agosto de 1779 Expedição Penobscot
  - 29 de agosto de 1779 Batalha de Newtown
  - 9 de outubro de 1779 Cerco de Savannah
  - 16 de janeiro de 1780 Batalha do Cabo de São Vicente
  - 29 de março de 1780 Cerco de Charleston
  - 8 de agosto de 1780 Batalha de Piqua
  - 16 de agosto de 1780 Batalha de Camden
  - 7 de outubro de 1780 Batalha de King's Mountain
  - 17 de janeiro de 1781 Batalha de Cowpens
  - 15 de março de 1781 Batalha de Guilford Court House

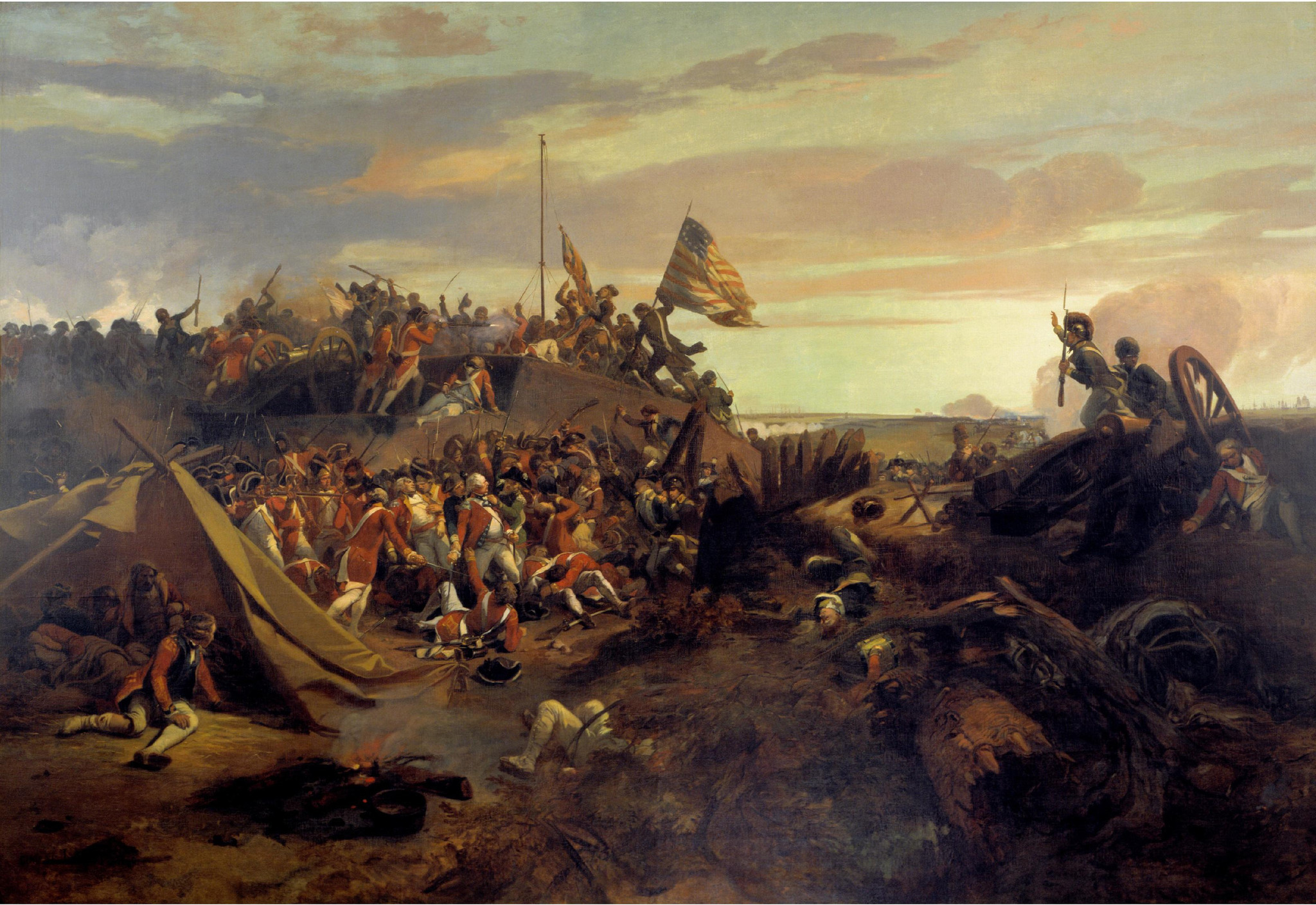
O cerco de Yorktown em Yorktown, Virgínia, foi a batalha decisiva da Guerra Revolucionária Americana e uma das maiores batalhas norte-americanas do século XVIII. A independência da América foi reconhecida em 1783. Pintura de Eugene Lami.

- - 6 de setembro de 1781 Batalha de Groton Heights
  - 8 de setembro de 1781 Batalha de Eutaw Springs
  - 28 de setembro a 19 de outubro de 1781 Cerco de Yorktown *
  - 12 de dezembro de 1781 Segunda Batalha de Ushant
  - 17 de fevereiro de 1782 Batalha de Sadras
  - 9 a 12 de abril de 1782 Batalha de Saintes
  - 19 de agosto de 1782 Batalha de Blue Licks

- Rebelião do Uísque de 1794
- Revoltas de escravos na Louisiana espanhola

- - Conspiração de Mina de 1791
  - Conspiração de Pointe Coupee de 1795

#### Século 19
Essa parte abrange todos os conflitos em 1800 que ocorreram entre os governos da América do Norte que ocorreram dentro do atual território dos Estados Unidos da América e conflitos entre estados norte-americanos e europeus. Isto não inclui conflitos relativos aos nativos americanos. 
*1812–1814 Guerra de 1812
- - Dezembro de 1812, Cerco de Detroit
  - Batalha do Lago Erie de 1813
  - 1813 – agosto de 1814 Guerra Creek
  - 24 de agosto de 1814 Batalha de Bladensburg
    - 24 de agosto de 1814 Queima de Washington

  - 7 a 9 de novembro de 1814 Batalha de Pensacola
  - 13 de dezembro de 1814 Ação de 13 de dezembro de 1814 (Campanha da Louisiana)
  - 14 de dezembro de 1814 Batalha do Lago Borgne
  - 9 a 18 de janeiro de 1815 Cerco ao Forte de São Filipe
  - 13 a 14 de janeiro de 1815 Batalha do Forte Peter
  - Batalha de Nova Orleans - agosto de 1815
  - 21 a 23 de agosto de 1831, Rebelião de Escravos de Nat Turner

* Revolução do Texas de 1835–1836
- - 2 de outubro de 1835 Batalha de Gonzales
  - 10 de outubro de 1835 Batalha de Goliad
  - 4 de novembro de 1835 Batalha de Lipantitlán
  - 28 de outubro de 1835 Batalha de Concepción
  - 26 de novembro de 1835 Luta na grama
  - 12 de outubro a 11 de dezembro de 1835 Cerco de Béxar
  - 27 de fevereiro de 1836 Batalha de San Patricio
  - 2 de março de 1836 Batalha de Água Dulce
  - 23 de fevereiro a 6 de março de 1836 Batalha do Álamo
  - 12 a 15 de março de 1836 Batalha de Refugio
  - 19 a 20 de março de 1836 Batalha de Coleto
  - 21 de abril de 1836 Batalha de São Jacinto

- Guerra Mórmon no Missouri de 1838
- Guerra Mórmon de Illinois de 1844–1846

* Guerra Mexicano-Americana de 1846–1848
- - 13 de agosto a 30 de setembro de 1846 Cerco de Los Angeles

- 1854-1858 Sangrando no Kansas
  - Demissão de Lawrence em 1856
  - Massacre de Pottawatomie em 1856
- 29 de outubro de 1859, ataque de John Brown em Harper's Ferry

- - 11 a 16 de fevereiro de 1862 Batalha de Fort Donelson
  - 6 a 7 de abril de 1862 Batalha de Shiloh
  - 28 a 30 de agosto de 1862, Segunda Batalha de Bull Run
  - 17 de setembro de 1862 Batalha de Antietam
  - 31 de dezembro de 1862 – 2 de janeiro de 1863 Batalha do Rio das Pedras
  - 30 de abril a 6 de maio de 1863 Batalha de Chancellorsville
  - 1 a 3 de julho de 1863 Batalha de Gettysburg
  - 13 a 16 de julho de 1863, motins de recrutamento na cidade de Nova York
  - 19 a 20 de setembro de 1863 Batalha de Chickamauga
  - 5 a 7 de maio de 1864 Batalha do Deserto
  - 8 a 21 de maio de 1864 Tribunal da Batalha de Spotsylvania
  - 7 de abril de 1864 Batalha do Tribunal de Appomattox
  - 15 de novembro de 1864 - 21 de dezembro de 1865 Marcha de Sherman para o mar
  - 9 de junho de 1864 - 25 de março de 1865 Cerco de Petersburgo
- Ataques Fenianos de 1865–1866
- Guerra do Condado de Lincoln de 1878
- Tiroteio de 1881 no OK Corral
- Disputa Hatfield-McCoy de 1887-1894
- Greve de Homestead de 1892

#### Século 20
Essa parte abrange todos os conflitos e ataques terroristas na década de 1900 que ocorreram no território moderno dos Estados Unidos da América. Essa seção também inclui ataques aos Estados Unidos por parte de potências eurasianas.
- Guerra de Fronteira de 1910–1919
- 20 de abril de 1914 Massacre de Ludlow
- Primeira Guerra Mundial 1914-1918
  - Incidente no Ypiranga de 21 de abril de 1914
  - 30 de julho de 1916 2h08h00 (AST; GMT − 4) Explosão de Black Tom
  - Explosão de 11 de janeiro de 1917 em Kingsland
  - 2 a 3 de agosto de 1917 Rebelião do Milho Verde
  - 21 de julho de 1918 Ataque a Orleans
  - 7 de agosto de 1918 Batalha de Ambos Nogales
- 31 de maio a 1º de junho de 1921, motim racial em Tulsa
- Guerras do carvão na Virgínia Ocidental de 1912–1921
  - 10 a 21 de setembro de 1921 Batalha de Blair Mountain
- 1939–1945 Segunda Guerra Mundial

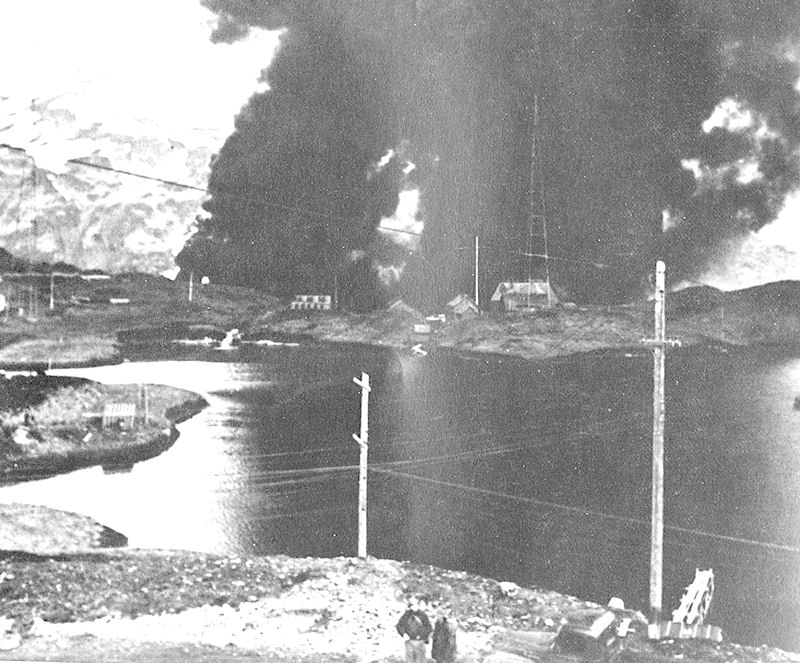
A estação de rádio da Marinha no porto holandês pegando fogo após o ataque japonês, 4 de junho de 1942 De acordo com a inteligência japonesa, o campo mais próximo para aeronaves americanas baseadas em terra estava em Fort Morrow AAF em Kodiak, a mais de 600 mi de distância, e Dutch Harbour era um alvo fácil para a forte frota japonesa, realizando uma operação coordenada com uma frota que deveria capturar a Ilha Midway. O ataque ao Porto Holandês fez parte da Campanha das Ilhas Aleutas.

- - 16 de outubro de 1940 – 21 de maio de 1941 Incidente em Machita
  - Ataque de 7 de dezembro de 1941 a Pearl Harbor (não na América do Norte)
  - 23 de fevereiro de 1942 Bombardeio de Ellwood
  - 24 a 25 de fevereiro de 1942 Batalha de Los Angeles
  - 3 de junho de 1942 – 15 de agosto de 1943 Batalha das Ilhas Aleutas
  - 21 de junho de 1942 Bombardeio de Fort Stevens
  - Assassinatos em Lordsburg em 27 de julho de 1942
  - 9 a 29 de setembro de 1942 Ataques aéreos de vigia
  - 30 de maio de 1943, motins de Zoot Suit
  - 14 de agosto de 1944, motim em Fort Lawton
  - Motim de 12 de março de 1945 em Santa Fé
  - 16 de abril – 17 de setembro de 1945 Projeto Hula
  - 8 de julho de 1945 Massacre da Meia-Noite
- 2 a 4 de maio de 1946 Batalha de Alcatraz
- 1 a 3 de agosto Batalha de Atenas (1946)
- 11 a 17 de agosto de 1965, Rebelião de Watts
- 23 a 27 de julho de 1967 Motim de 1967 em Detroit
- 4 de maio de 1970, tiroteios no estado de Kent
- 9 de setembro de 1971 Motim na prisão de Ática
- 13 de maio de 1985, bombardeio MOVE na Filadélfia
- Motins de 29 de abril de 1992 em Los Angeles
- 21 a 31 de agosto de 1992, impasse em Ruby Ridge
- 28 de fevereiro a 19 de abril de 1993 Cerco de Waco
- 11 a 21 de abril de 1993, motim na prisão de Lucasville
- Atentado de 19 de abril de 1995 em Oklahoma City
- 28 de fevereiro de 1997 tiroteio em North Hollywood
- 19 a 20 de março de 1997 Suicídio em massa em Heaven's Gate

#### Século 21
Essa seção inclui conflitos internos e ataques terroristas que ocorreram nos Estados Unidos. Note-se que as ações de terrorismo e de conflito interno são distintas umas das outras.
- Guerra ao Terrorismo 2001–2021

- - 11 de setembro de 2001 Ataques de 11 de setembro
  - 8 de maio de 2007 Plano de ataque a Fort Dix
  - 5 de novembro de 2009 Tiroteio em Fort Hood
  - Atentado à bomba na Maratona de Boston em 15 de abril de 2013
  - 2 de abril de 2014 tiroteios em Fort Hood

- 5 de abril de 2014 - impasse de Bundy em maio de 2014
- 1 de janeiro a 16 de fevereiro de 2016 Ocupação do Refúgio Nacional de Vida Silvestre de Malheur
- 8 de junho de 2020 - 1º de julho de 2020 Zona Autônoma do Capitólio

## América Central

### México

#### Pré-colombiano
- 537-838 guerras Tikal-Calakmul

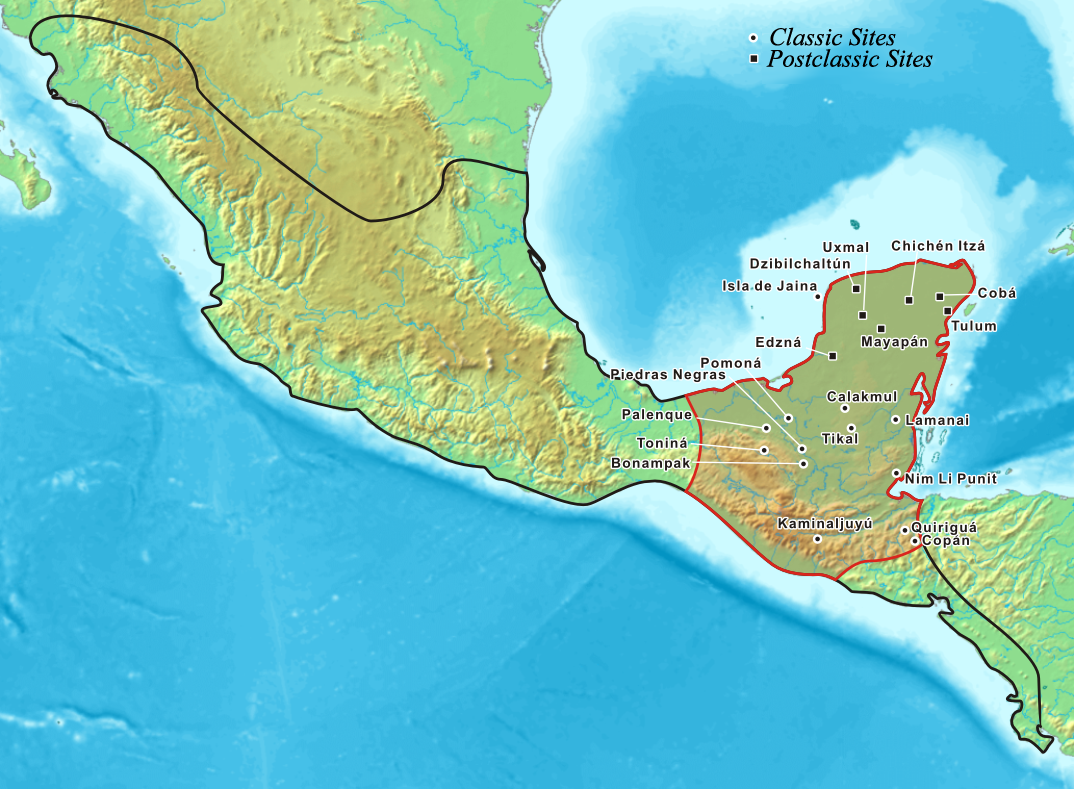
Mapa representando a área maia dentro da maior região mesoamericana. Veja em tamanho real para obter detalhes.

  - 537 – 572 Primeira Guerra Tikal-Calakmul
  - 650 – 695 Segunda Guerra Tikal-Calakmul
  - 720 – 744 Terceira Guerra Tikal-Calakmul
- por volta de 1250–1325 Conflito entre as cidades-estado de Tizaapan e Culhuacán, terminando com os mexicas expulsos de Tizaapan para formar Tenochtitlan no Lago Texcoco em 1325
- cerca de 1325–1426 Conflito entre a aliança de Tenochtitlan e Azcapotzalco contra a cidade-estado de Texcoco, terminando em vitória do império Tepanec
  - 1376–1395 Acamapichtli, o primeiro tlatoani de Tenochtitlan, enviou expedições para lutar por Azcapotzalco contra várias cidades-estado, notadamente Chalco, Cuahnahuac, Xochimilco
  - 1396–1417 Huitzilihuitl, o segundo tlatoani de Tenochtitlán, ajudou na conquista e saque das cidades de Tultitlán, Cuauhtitlán, Chalco, Tollantzingo, Xaltocan, Otompa e Acolman
  - 1418 Guerra de Tezozomoc com Ixtlilxochitl I de Texcoco
- Guerra Civil Tepanec de 1426
  - 1427 Maxtla, governante de Coyoacán incitou uma rebelião entre os nobres de Azcapotzalco e usurpou o trono
  - 1427–1440 Aliando-se a Nezahualcoyotl de Texcoco, Itzcoatl derrotou Maxtla e acabou com o domínio Tepanec no centro do México
- Guerra do Salitre 1480 – 1510
- 1428–1521 Formação e expansão da Tríplice Aliança Asteca.
  - 1430–1440 Campanhas bem-sucedidas contra Xochimilco, Mixquic, Cuitlahuac e Tezompa garantiriam recursos agrícolas para Tenochtitlan e, junto com a conquista de Culhuacan e Coyoacán, consolidariam o controle da Tríplice Aliança sobre a metade sul do Vale do México.
  - 1454-1519 Guerra das flores
  - 1440–1458 Reinado de Montezuma I
    - Subjugou o povo Huastec e os povos Totonac
    - 1458 Moctezuma I liderou uma expedição ao território mixteca contra a cidade-estado de Coixtlahuaca
    - Campanhas realizadas contra Cosamaloapan, Ahuilizapan e Cuetlachtlan

  - 1455 - 1516 Conflito Fronteiriço Asteca-Tarasca
  - 1473 Axayacatl subjugou Tlatelolco
  - 1481–1486 Tizoc, o sétimo tlatoani de Tenochtitlan, reprimiu uma rebelião dos povos Matlatzincan do Vale de Toluca
  - 1486–1502 Ahuizotl começou seu reinado suprimindo uma rebelião Huasteca e depois conquistou o Mixteca e o Zapoteca

#### Século 16
- - 1502–1520 Através da guerra Moctezuma II expandiu o território do Império Asteca até o sul até Xoconosco em Chiapas e o Istmo de Tehuantepec, e incorporou os povos Zapoteca e Yopi ao império.

- Guerra Civil de 1516 no Texcoco

A extensão máxima do Império Asteca, segundo María del Carmen Solanes Carraro e Enrique Vela Ramírez.

- 1519–1521 conquista espanhola do Império Asteca

- - O Massacre de Cholula de 1519
  - Cerco de Tenochtitlán (26 de maio a 13 de agosto de 1521)

- 1527–1546 conquista espanhola de Yucatán
- Guerras Indígenas Mexicanas de 1533–1933

- - Guerras Yaqui de 1533
  - 1540 Conquista de Cíbola
  - Guerra Tiguex de 1540
  - Guerra Mixtón de 1540–1542
  - Guerra Chichimeca de 1550–1590
  - Massacre de Acoma em 1599

#### Século 17
- - Rebelião de Acaxee de 1601
  - Revolta de Tepehuán de 1616
  - Guerras Apache-México de 1641–1924
  - Guerras Navajo de 1641–1864
  - Revolta Pueblo de 1680

#### Século 18
- - Revolta Pima de 1751
  - 1757 Primeiro Massacre de Magdalena

#### Século 19
- - Guerras Comanche-México de 1821–1870
  - Guerra de Castas de Yucatán de 1847–1901

- Guerra da Independência Mexicana de 1810-1821
- Revolução do Texas de 1835–1836

Desenvolvimento da Independência Hispano-Americana
Government under traditional Spanish law Governo sob a lei tradicional espanhola

- Intervenção francesa de 1861 a 1867 no México

#### Século 20
- Revolução Mexicana de 1910–1921
- Guerra Cristero de 1926–1929
- Conflito México-Guatemala de 1958–1959
- Guerra Suja Mexicana de 1964–1982
  - Movimento Mexicano de 1968 de 1968
  - Massacre de Tlatelolco em 1968
  - El Halconazo 1971
- Conflito de Chiapas de 1994 a final de 2010
  - Revolta Zapatista de 1994
  - Crise Zapatista de 1995 de 1995
  - 2005–2006 A Outra Campanha

#### Século 21
- 1992– present Guerra

contra as drogas
- - 11 de dezembro de 2006 – presente  Guerra

às Drogas Mexicana
-   - 11 de dezembro de 2006 – present  Operação Michoacán
  - 2 de janeiro de 2007 – present  Operação Baixa Califórnia
  - 2008– present  Operação Sinaloa
  - 2007– present Operação Conjunta Nuevo León-Tamaulipas

-   - 5 de novembro de 2010 Tiroteio em Matamoros, 50–100 mortos
  - 24 de agosto de 2010 Massacre de San Fernando
  - 6 de abril de 2011 – 7 de junho de 2011 Massacre de San Fernando
  - 25 de agosto de 2011 Ataque ao cassino em Monterrey
  - 25 de junho de 2010 Valas comuns em Nuevo León

-   - 2008– presente  Operação Chihuahua
  - Fevereiro de 2009 – presente  Operação Quintana Roo
  - 16 de julho de 2011 – 4 de agosto de 2011 Operação Lince Norte

-   - 25 de junho de 2010 Valas comuns em Nuevo León
  - 24 de agosto de 2010 Massacre de San Fernando
  - 5 de novembro de 2010 Tiroteio em Matamoros, 50–100 mortos
  - 6 de abril de 2011 – 7 de junho de 2011 Massacre de San Fernando
  - 3 de junho de 2011 Valas comuns em Coahuila
  - 25 de agosto de 2011 Ataque ao cassino em Monterrey

-   - 28 de agosto de 2011 – 31 de outubro de 2011 Operação Escorpião

-   - 25 de junho de 2010 Valas comuns em Nuevo León
  - 24 de agosto de 2010 Massacre de San Fernando
  - 5 de novembro de 2010 Tiroteio em Matamoros, 50–100 mortos
  - 6 de abril de 2011 – 7 de junho de 2011 Massacre de San Fernando
  - 25 de agosto de 2011 Ataque ao cassino em Monterrey
  - 3 de junho de 2011 Valas comuns em Coahuila

- 2011 – Atual Movimento dos Indignados Mexicanos
- 2017 2017 protestos mexicanos

### América Central

#### Guatemala
- 378 Uma guerra de conquista: Tikal contra Uaxactun
- 1524–1697 conquista espanhola da Guatemala

- 1530 Alvarado escraviza os reinos maias de Cakchiquel, Mam e Ixil.
- Guerras Indígenas Mexicanas de 1533–1933
- 1811 Movimento de Independência de 1811
- 1823–1838 República Federal da América Central Independência e anexação pelo Império Mexicano
- 1896–1898 Grande República da América Central
- 1954 Golpe de Estado na Guatemala de 1954
- Conflito México-Guatemala de 1958–1959
- Crise centro-americana de 1960-1996
  - Guerra Civil da Guatemala de 1960–1996
- 1993 Crise constitucional guatemalteca de 1993
- 2015 2015 protestos na Guatemala
- 2020 2020 protestos na Guatemala

#### Nicarágua
- Guerras das Bananas de 1898–1934
  - 19 de setembro de 1912 Batalha de Masaya
  - 3 a 4 de outubro de 1912 Batalha da Colina Coyotepe
  - 16 de maio de 1927 Batalha de La Paz Centro
  - 16 de julho de 1927 Batalha de Ocotal
  - 25 de julho de 1927 Batalha de San Fernando
  - 27 de julho de 1927 Batalha de Santa Clara
  - 19 de setembro de 1927 Batalha de Telpaneca
  - 9 de outubro de 1927 Batalha de Sapotillal
  - 1º de janeiro de 1928 Batalha de Las Cruces
  - 27 a 28 de fevereiro de 1928 Batalha de El Bramadero
  - 13 a 14 de maio de 1928 Batalha de La Flor
  - 31 de dezembro de 1930 Batalha de Achuapa
  - 16 de setembro de 1932 Batalha de Água Carta
  - 26 de dezembro de 1932 Batalha de El Sauce
- Guerra civil da Nicarágua de 1926–1927
- Crise centro-americana de 1960-1996
  - Revolução Nicaraguense de 1961–1990
  - Operação Faisão Dourado de 1988
- 2014–presente Protestos na Nicarágua de 2014–2020
  - Protestos na Nicarágua de 2018–presente 2018–2021
    - Movimento Universitário 19 de abril de 2018

#### Costa Rica
- 12 de março a 24 de abril de 1948 Guerra Civil da Costa Rica
- Invasão Calderonista da Costa Rica em janeiro de 1958
- 2018 2018 protestos na Costa Rica

#### El Salvador
- Guerras Indígenas Mexicanas de 1533–1933
- Guerra de Futebol de 1969
- Crise centro-americana de 1960-1996
  - 1972 1972 Tentativa de golpe de Estado salvadorenho
  - Guerra Civil Salvadorenha de 1979–1992
    - 15 de outubro de 1979 Golpe de Estado salvadorenho de 1979
    - 10 a 26 de janeiro de 1981 Ofensiva final de 1981 (El Salvador)
      - Janeiro de 1981 Batalha do Aeroporto de Ilopango

    - 11 a 12 de novembro de 1989 Ofensiva final de 1989
- 2020 2020 crise política salvadorenha
- 2021 2021 Crise política salvadorenha

#### Honduras
- Guerras Indígenas Mexicanas de 1533–1933
- 1963 Golpe de estado hondurenho de 1963
- Crise centro-americana de 1960-1996
  - Guerra de Futebol de 1969
  - Operação Faisão Dourado de 1988
- Golpe de estado hondurenho de 2009 2009
- 2017–2018 2017–2018 Protestos em Honduras
- 2019 2019 protestos em Honduras

#### Panamá
- Crise centro-americana de 1960-1996
  - 1968 - 1971 Insurgência em Chiriquí
  - 1989-1990 Invasão do Panamá pelos Estados Unidos
    - 20 de dezembro de 1989 Captura do Aeroporto de Torrijos
    - 20 de dezembro de 1989 Operação Gambito Ácido
    - 20 de dezembro de 1989 Incursão na Prisão Renacer
    - 20 de dezembro de 1989 Batalha do Aeródromo de Rio Hato
    - 20 de dezembro de 1989 Batalha do Aeroporto Paitilla
    - 20 a 23 de dezembro de 1989, Operação Nifty Package

#### Belize
- Guerras Indígenas Mexicanas de 1533–1933
- Crise dos Chefes de Acordo de 1981

A totalidade dos conflitos ocorridos nas ilhas do Mar do Caribe estão listados aqui. Territórios dos EUA, como Porto Rico e as Ilhas Virgens dos EUA, são exceções a esta regra, pois estão incluídos na Seção dos Estados Unidos.

### República Dominicana
- 1519–1533 Enriquillo rebelou-se contra os espanhóis
- Guerra Anglo-Espanhola de 1585–1604
  - 1º de janeiro de 1586 Batalha de Santo Domingo
- 1 a 11 de fevereiro de 1904 Caso Santo Domingo
- 1916–1924 Ocupação da República Dominicana pelos Estados Unidos
- Guerra Civil Dominicana de 1965–1966
  - Batalha da Ponte Duarte de 1965

### Cuba
- 1524–1530 Guamá liderou uma rebelião contra o domínio espanhol em Cuba
- 1568–1648 Guerra dos Oitenta Anos
  - 7 a 8 de setembro de 1628 Batalha na Baía de Matanzas
- 10 de outubro de 1868 – Guerra dos Dez Anos de 1878
- 25 de abril a 12 de agosto de 1898 Guerra Hispano-Americana
  - 25 de abril de 1898 Ação de 25 de abril de 1898
  - 8 de maio de 1898 Primeira Batalha de Cárdenas
  - 11 de maio de 1898 Batalha de Cárdenas
  - 11 de maio de 1898 Batalha de Cienfuegos
  - 6 a 10 de junho de 1898 Batalha da Baía de Guantánamo
  - 13 de junho de 1898 Ação de 13 de junho de 1898
  - 24 de junho de 1898 Batalha de Las Guasimas
  - 30 de junho de 1898 Primeira Batalha de Manzanillo
  - 30 de junho de 1898 Batalha de Tayacoba
  - 1º de julho de 1898 Batalha dos Aguadores
  - 1º de julho de 1898 Batalha de El Caney
  - 1º de julho de 1898 Batalha do Monte San Juan
  - 1º de julho de 1898 Segunda Batalha de Manzanillo
  - 3 de julho de 1898 Batalha de Santiago de Cuba
  - 3 a 17 de julho de 1898 Cerco de Santiago
  - 18 de julho de 1898 Terceira Batalha de Manzanillo
  - 21 de julho de 1898 Batalha da Baía de Nipe
  - 23 de julho de 1898 Batalha do Rio Manimani
- Guerras das Bananas de 1898–1934
- 1906–1909 Ocupação de Cuba pelos Estados Unidos
- Rebelião Negra de 1912
- Intervenção Açucareira 1917–1922
- 1953 Golpe de Estado cubano de 1952
- Guerra Revolucionária Cubana de 1953–1959
  - 26 de julho de 1953 Ataque ao Quartel Moncada
  - 13 de março de 1957 Ataque ao Palácio Presidencial de Havana (1957)
  - 28 de maio de 1957 Ataque a El Uvero
  - 28 de junho a 8 de agosto de 1958 Operação Verano
    - 11 a 21 de julho de 1958 Batalha de La Plata
    - 29 de julho a 8 de agosto de 1958 Batalha de Las Mercedes

  - 20 de novembro de 1958 Batalha de Guisa
  - 19 a 30 de dezembro de 1958 Batalha de Yaguajay
  - 28 de dezembro de 1958 – 1º de janeiro de 1959 Batalha de Santa Clara
- Rebelião de Escambray de 1959-1965
- 17 a 19 de abril de 1961, Invasão da Baía dos Porcos
- 16 a 29 de outubro de 1962 Crise dos mísseis cubanos
- Maleconazo 1994
- 2021 – presentes Protestos cubanos de 2021

### são Martinho
- 1568–1648 Guerra dos Oitenta Anos
  - Junho de 1633 Captura de São Martinho
  - Ataque de 1644 a São Martinho

### Tobago
- Guerra Franco-Holandesa de 1672-1678
  - Março de 1677 Ação de março de 1677
- Revolução do Poder Negro de 1970
- Tentativa de golpe de Jamaat al Muslimeen em 1990

### Haiti
- 20 de abril de 1792 – 25 de março de 1802 Guerras Revolucionárias Francesas
  - Revolução Haitiana de 1791-1804
    - Guerra de Facas de 1798
    - Batalha de Ravine-à-Couleuvres de 1801
    - 4 a 24 de março de 1802 Batalha de Crête-à-Pierrot
    - 18 de novembro de 1803 Batalha de Vertières

Evolução política da América Central e do Caribe.

- 28 de julho de 1915 – 1º de agosto de 1934 Ocupação do Haiti pelos Estados Unidos

- - 24 a 25 de outubro de 1915 Batalha de Fort Dipitie
  - 17 de novembro de 1915 Batalha de Fort Rivière
  - 6 ou 7 de outubro de 1919 Batalha de Porto Príncipe (1919)
  - 15 de janeiro de 1920 Batalha de Porto Príncipe (1920)

- Massacre da Salsa em outubro de 1937
- 1991 Golpe de estado haitiano de 1991
- Operação Preservar a Democracia 1994–1995
- Golpe de estado haitiano de 2004 2004
- 2018 – atuais protestos haitianos de 2018–2021

### Jamaica
- Guerra Anglo-Espanhola de 1654-1660
  - 19 a 27 de maio de 1655 Invasão da Jamaica
- Agitação trabalhista nas Índias Ocidentais Britânicas de 1934–1939
- 1943 – Atual conflito político jamaicano
  - Agitação em Kingston em 2010

### Granada
- 1973–1983 Novo Movimento de Joias
  - Invasão de Granada em 1983

### Anguila
- Operação Pele de Carneiro de 1969